# Minari
Minari (korejsko 미나리) je ameriški dramski film iz leta 2020, ki ga je režiral in zanj napisal scenarij Lee Isaac Chung. V glavnih vlogah nastopajo Steven Yeun, Han Ye-ri, Alan Kim, Noel Kate Cho, Youn Yuh-jung in Will Patton. Zgodba je pol-avtobiografska po Chungovem otroštvu in prikazuje družino južnokorejskih priseljencev, ki poskuša uspeti na podeželju Arkansasa v osemdesetih letih.
Film je bil premierno prikazan 26. januarja 2020 na Filmskem festivalu Sundance, kjer je osvojil veliko nagrado žirije in nagrado občinstva. 11. decembra istega leta so ga začeli prikazovati v kinematografih in 12. februarja 2021 preko spleta s strani A24. Naletel je na dobre ocene kritikov, ki so ga označili za enega najboljših filmov leta. Na 93. podelitvi je bil nominiran za šest oskarjev, tudi za najboljši film, režijo, scenarij in glavnega igralca (Yeun), nagrado je osvojila Youn za najboljšo stransko igralko kot prva korejska igralka. Film je osvojil tudi zlati globus za najboljši tujejezični film in bil nominiran za šest nagrad BAFTA.